# Mike McMahon
Pour les articles homonymes, voir Mike McMahon (homonymie) et McMahon.
Mike McMahon est un dessinateur de comics d'origine britannique, né le 23 janvier 1954.

## Biographie
Le style de ses débuts, à la fin des années 1970, est assez classique dans la tradition comics, un détail poussé, un modelage par le dessin et la couleur, et des aplats de zones sombres. Ce style a changé depuis les années 1990 ; le dessinateur a renouvelé son graphisme avec une approche particulièrement singulière: contour marqué, dessin anguleux à l'extrême, quasiment sans aucun effet de modelé.
Ses contributions les plus connues sont (majoritairement pour l'hebdomadaire britannique 2000 AD) Judge Dredd, Sláine, ABC Warriors, The Last American, Hellraiser (deux nouvelles, deux illustrations), Batman et Sonic.

## Comics
- Judge Dredd (2000 AD # 2-4, 6-7, 12, 15, 18, 20, 23-24, 26, 28, 30, 32, 34, 36, 39, 43-44, 58-85, 89-91, 96-97 & 100, 1977-79)
- Ro-Busters (2000 AD # 103-115, 1979)
- The ABC Warriors (2000 AD # 121-22, 125-26, 129, 132-33 & 137-39, 1979)
- The V.C.s (2000 AD # 140, 1979)
- Judge Dredd (2000 AD # 144-45, 147, 160-61, 162, 166, 170-71, 176-78, 183-85 & 193-96, 1979-80)
- Doctor Who (Doctor Who Monthly # 58-59, 1981)
- Judge Dredd (# 236, 1981)
- Slaine (2000 AD # 335-336 & 343-360, 1983-84)
- Muto Maniac (in Toxic! # 1-7, 1991)
- The Last American (4 issues, Epic, 1991)
- Batman: Legends of the Dark Knight (2000 AD #55-57 1993)
- Judge Dredd (Judge Dredd Megazine vol.2 # 53-56, 1994)
- Judge Dredd (Judge Dredd Megazine vol.3 # 3, 1995)
- The ABC Warriors (2000 AD # 1240-42, 2001)